# Axel Klausmeier

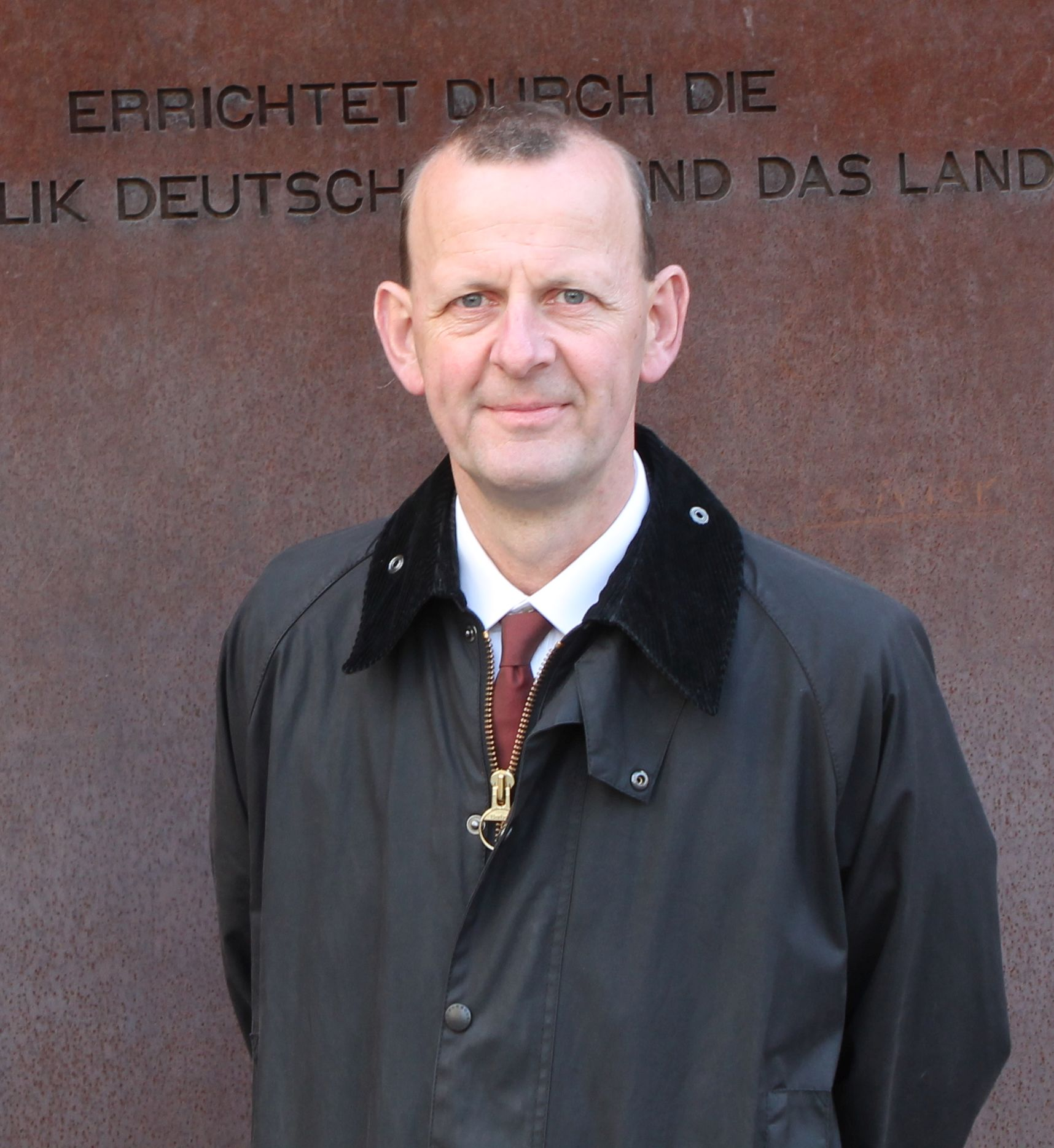
Axel Klausmeier (2017)

Axel Klausmeier (* 1965 in Essen) ist ein deutscher Kunst- und Architekturhistoriker und seit dem 1. Januar 2009 Direktor der Stiftung Berliner Mauer.

## Werdegang
Axel Klausmeier studierte zunächst Kunstgeschichte, Neuere und Mittelalterliche Geschichte in Bochum, München und Berlin. Gegenstand seiner Dissertation war eine Biografie über den englischen Architekten Thomas Ripley.
Von 1999 bis 2001 volontierte er als wissenschaftlicher Mitarbeiter bei der Stiftung Preußische Schlösser und Gärten Berlin-Brandenburg. Anschließend war er als Assistent am Lehrstuhl Denkmalpflege der Brandenburgischen Technischen Universität in Cottbus angestellt. Im Auftrag des Berliner Senats erforschte er in dieser Zeit, zusammen mit dem Lehrstuhlinhaber Leo Schmidt, die baulichen Reste der innerstädtischen Grenze in Berlin und veröffentlichte deren Ergebnisse im Jahre 2004 als Buch.
2006 wechselte Klausmeier als Oberassistent ans Institut für Denkmalpflege der ETH Zürich. Dort arbeitete er im Wissenschaftsmanagement. Bereits ein Jahr später verließ er diese Position jedoch, um als wissenschaftlicher Mitarbeiter am Forschungsprojekt Die Berliner Mauer als Symbol des Kalten Krieges: vom Instrument der SED-Innenpolitik zum Baudenkmal von internationalem Rang der Deutschen Forschungsgemeinschaft teilzunehmen.
Im November 2008 wurde Klausmeier vom Stiftungsrat der Stiftung Berliner Mauer zum neuen Direktor gewählt. Am 1. Januar 2009 trat er die Stelle offiziell an. Seitdem wurde unter seiner Leitung die Erweiterung der Gedenkstätte Berliner Mauer fertiggestellt. Im November 2012 bestellte die Brandenburgische Technische Universität Cottbus Klausmeier zum Honorarprofessor. Er vertritt das Fachgebiet „Historische Kultur- und Erinnerungslandschaften“.

## Publikationen (Auswahl)

### Als Autor
- Thomas Ripley, Architekt. Fallstudie einer Karriere im Royal Office of the King’s Works im Zeitalter des Neopalladianismus. Lang, Frankfurt am Main 2000, ISBN 3-631-35867-9 (Dissertation, Universität Bochum, 1999).
- mit Leo Schmidt: Mauerreste – Mauerspuren. Westkreuz, Bad Münstereifel 2004, ISBN 3-929592-50-9.
- „Hinter der Mauer“. Zur militärischen und baulichen Infrastruktur des Grenzkommandos Mitte. Links, Berlin 2012.
- mit Günter Schlusche, Christoph Bernhardt, Andreas Butter: Einleitung. In: Die Mauer als Ressource. Der Umgang mit dem Berliner Mauerstreifen nach 1989. Hrsg. Günter Schlusche, Christoph Bernhardt, Andreas Butter, Axel Klausmeier. Links, Berlin 2021, ISBN 978-3-96289-121-3
- mit Annette Dorgerloh: Verborgene Kunstschätze. Zur Einführung. In: Kunst und Kirche im Schatten der Mauer. Aktionen der Evangelischen Versöhnungsgemeinde Berlin-Wedding. Hrsg. Annette Dorgerloh, Axel Klausmeier. Links, Berlin 2022, ISBN 978-3-96289-156-5
- mit Gerhard Sälter: Die Sprengung der Versöhnungskirche 1985 und ihr Echo in der Versöhnungsgemeinde. In: Kunst und Kirche im Schatten der Mauer. Aktionen der Evangelischen Versöhnungsgemeinde Berlin-Wedding. Hrsg. Annette Dorgerloh, Axel Klausmeier. Links, Berlin 2022, ISBN 978-3-96289-156-5

### Als Herausgeber
- Kulturlandschaft Fürst-Pückler-Park. Westkreuz, Berlin 2005, ISBN 3-929592-89-4.
- mit John Schofield und Louise Purbrick: Re-mapping the field: New Approaches in Conflict Archaeology. Westkreuz, Berlin 2006.
- mit Thomas Drachenberg, Ralph Paschke, Michael Rohde: Denkmalpflege und Gesellschaft. Detlef Karg zum 65. Geburtstag. Hinstorff, Rostock 2010.
- mit Günter Schlusche: Denkmalpflege für die Berliner Mauer. Die Konservierung eines unbequemen Denkmals. Links, Berlin 2011.
- mit  Günter Schlusche, Verena Pfeiffer-Kloss, Gabi Dolff-Bonekämper: Stadtentwicklung im doppelten Berlin. Zeitgenossenschaften und Erinnerungsorte. Links, Berlin 2014.
- Die Berliner Mauer. Ausstellungskatalog der Gedenkstätte Berliner Mauer. Links, Berlin 2015.
- mit Günter Schlusche, Christoph Bernhardt, Andreas Butter: Die Mauer als Ressource. Der Umgang mit dem Berliner Mauerstreifen nach 1989. Hrsg. Günter Schlusche, Christoph Bernhardt, Andreas Butter, Axel Klausmeier. Links, Berlin 2021, ISBN 978-3-96289-121-3
- mit Annette Dorgerloh: Kunst und Kirche im Schatten der Mauer. Aktionen der Evangelischen Versöhnungsgemeinde Berlin-Wedding. Links, Berlin 2022, ISBN 978-3-96289-156-5